# Tropico (álbum)
Tropico es el sexto álbum de la cantante norteamericana de rock Pat Benatar, lanzado en 1984. Alcanzó el #14 en las listas del Billboard 200 y produjo el éxito Top-10 "We Belong". Adicionalmente son reconocidas las canciones "Painted Desert", "Outlaw Blues" y "Ooh Ooh Song" (también un éxito Top-40), una versión en español apareció en su compilación de 1999, "Synchronistic Wanderings". El álbum vendió más de un millón de copias.
Durante la filmación del video del sencillo "We Belong" Pat y su esposo Neil Giraldo descubrieron que esperaban su primer hijo. 
Es mencionado que es el primer álbum en el que se mueven del famoso sonido "hard rock" y empiezan a experimentar con estilos más suaves.
Es el primer álbum donde Donnie Vossov remplaza a Roger Capps en el bajo.

## Lista de canciones
1. "Diamond Field" – 3:20 (Giraldo, Grombacher)
2. "We Belong" – 3:40 (Eric Lowen, Dan Navarro)
3. "Painted Desert" – 5:24 (Giraldo, Grombacher)
4. "Temporary Heroes" – 4:30 (N. Trevesick)
5. "Love in the Ice Age" – 4:05 (Giraldo, Giordano, Grombacher)
6. "Ooh Ooh Song" – 4:28 (Benatar, Giraldo)
7. "Outlaw Blues" – 3:47 (Giraldo, Grombacher)
8. "Suburban King" – 1:48 (Giraldo, Billy Steinberg)
9. "A Crazy World Like This" – 4:02 (Giraldo, Tom Kelly, Steinberg)
10. "Takin' It Back" - 4:07 (Giraldo, Kelly, Steinberg)

## Músicos
- Pat Benatar: voz principal y coros
- Neil Giraldo: guitarras, armónica, percusión y coros
- Charlie Giordano: sintetizadores y percusión
- Donnie Nossov: bajo y coros
- Myron Grombacher: batería y caja de ritmos

Músicos adicionales
- Roger Capps: bajo en los temas 2 y 3
- Lenny Castro: percusiones en los temas 3 y 9
- Desconocidos: coros en los temas 2

### Producción
- Producido por Peter Coleman y Neil Giraldo
- Ingeniería por Dave Hernández

- Datos: Q1649695